# Нюссли, Маркус
Маркус Нюссли (нем. Markus Nüssli, 9 июля 1971, Швейцария) — швейцарский бобслеист, разгоняющий, выступавший за сборную Швейцарии во второй половине 1990-х годов. Серебряный призёр зимних Олимпийских игр 1998 года в Нагано, серебряный призёр чемпионата мира, неоднократный победитель различных этапов Кубка мира.

## Биография
Маркус Нюссли родился 9 июля 1971 года, выступать в бобслее на профессиональном уровне начал в середине 1990-х годов и с самого начала стал показывать неплохие результаты. В 1998 году поехал защищать честь страны на Олимпийские игры в Нагано, где исполнял роль разгоняющего четырёхместного боба, куда кроме него вошли пилот Марсель Рёнер с разгоняющими Маркусом Вассером и Беатом Зайцем. Вместе им удалось подняться до второго места и завоевать серебряные награды.
На мировом первенстве 1999 года в итальянском Кортина-д’Ампеццо их команда пополнила послужной список ещё одной серебряной медалью. Помимо всего прочего, Маркус Нюссли неоднократно побеждал на различных этапах Кубка мира.